# Rutherford B. Hayes
Rutherford Birchard Hayes (Delaware, 4 ottobre 1822 – Fremont, 17 gennaio 1893) è stato un avvocato, politico e generale statunitense.
È stato il 19º presidente degli Stati Uniti d'America.

## Biografia

### Prime esperienze
Nato a Delaware, nell'Ohio, da modesta famiglia, figlio di Rutherford Hayes, Jr. e Sophia Birchard. Hayes si laureò in legge ad Harvard nel 1845 ed esercitò fino al 1849 la professione forense a Marietta, Fremont e Cincinnati. Di idee repubblicane, il giovane avvocato americano partecipò attivamente alle elezioni presidenziali che videro la vittoria del Partito Repubblicano e, parallelamente, fu eletto procuratore distrettuale di Cincinnati, carica che esercitò dal 1858 al 1861.
Allo scoppio della guerra di secessione statunitense, Rutherford Hayes si arruolò volontario nelle file dell'esercito nordista, comandando diversi reparti di volontari e ottenendo, il 13 aprile 1865, il grado di maggiore generale dell'esercito federale.
In seguito, dopo la fine della guerra, Hayes fu eletto membro del Congresso per i repubblicani, ma si dimise nel 1867 per poter candidarsi alle elezioni del governatore dello Stato dell'Ohio, vincendo ed entrando in carica il 13 gennaio 1868. Rimase in carica quattro anni, fino all'8 gennaio 1872, favorendo durante il suo mandato la rapida industrializzazione dello Stato (nel 1870 fu fondata a Cleveland la compagnia petrolifera Standard Oil di John Davison Rockefeller). Ricandidatosi alle elezioni nel 1875, venne nuovamente eletto governatore del suo Stato, ma il suo secondo mandato fu assai breve, visto che il suo partito, considerandolo il più eminente dei suoi membri, lo scelse come candidato alle elezioni presidenziali del novembre 1876, in contrapposizione al presidente in carica, Ulysses Simpson Grant, anch'egli repubblicano.

### Presidente degli Stati Uniti
Divenuto dunque il candidato ufficiale del partito repubblicano, Hayes si presentò alle elezioni e riuscì ad essere eletto Presidente degli Stati Uniti, sconfiggendo l'avversario democratico Samuel J. Tilden per un solo voto elettorale di scarto. Con lui fu eletto vicepresidente William A. Wheeler. La sua elezione fu molto controversa e dietro ci furono oscure manovre, tanto che lo stesso Hayes si chiese se fosse legittima. Nello specifico, nessuno dei due candidati aveva ottenuto la maggioranza dei voti elettorali.
Il Congresso fu quindi chiamato a decidere sull'elezione, ed essendo dominato dai repubblicani, elesse Hayes, anche se alle elezioni Tilden aveva avuto più voti popolari. Come contropartita, i democratici ottennero la smilitarizzazione del Sud, occupato dall'esercito federale e in buona parte sotto il comando di "governi-fantoccio" repubblicani. Questo accordo viene definito "Compromesso del 1877", che aprì alla segregazione razziale negli Stati del Sud, dove alla guida dei governi dei singoli Stati andarono i democratici razzisti locali.

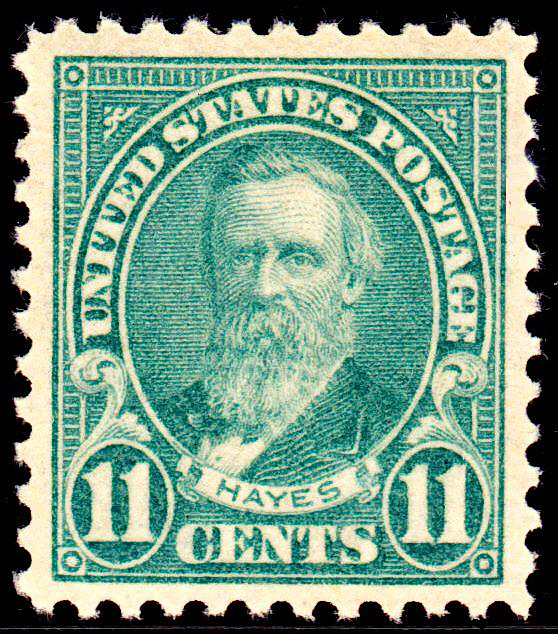
Francobollo da Undici Centesimi raffigurante il Presidente Rutherford B. Hayes, 1922

Confermato nella sua elezione e insediatosi il 4 marzo 1877, Hayes, nel suo discorso alla Nazione, proclamò la sua volontà di riformare il sistema elettorale, la sua avversione alle rielezioni presidenziali, la critica contro l'eccessiva mobilità dei funzionari statali e il desiderio di normalizzare i rapporti tra Nord e Sud. Per gran parte rispettò questo suo programma, anche se non sempre mostrò lungimiranza politica.
Nel corso della sua amministrazione venne quindi definitivamente normalizzato il Sud del paese, tormentato da bande di ribelli, sebbene i diritti degli afroamericani venissero violati mediante espedienti giuridici o con la violenza, imponendo anche la suddivisione tra bianchi e neri nei luoghi pubblici. Ciò provocò, a partire dal 1879, il fenomeno degli exodusters, ossia delle migliaia di afroamericani che, rifiutando di vivere negli Stati segregazionisti del Sud, emigrarono in massa verso il Kansas.
Hayes continuò inoltre la colonizzazione del West iniziata dai suoi predecessori, scontrandosi con la resistenza dei pellerossa locali, contro i quali utilizzò il pugno di ferro. Infatti nell'agosto del 1877, il governo statunitense dispose che gli indiani Nez Percé che vivevano nella valle del fiume Wallowa, nell'Oregon nordorientale, dovessero trasferirsi in una riserva sita nello Stato dell'Idaho.
I nativi si ribellarono sotto la guida del loro capo, Hinmaton Yalaktit (meglio noto come Capo Giuseppe), che tentò di portare la sua tribù verso il Canada. Con poche migliaia di guerrieri, il capo indiano tenne in scacco per due mesi le forze federali dei generali Howard e Miles, ma dopo numerosi scontri tutta la tribù venne catturata e trasferita in una riserva dell'Oklahoma.
Il presidente inoltre dimostrò di non avere sufficiente lungimiranza per sostenere i cambiamenti in atto, come le rivendicazioni della classe operaia, che organizzò un'imponente catena di scioperi nelle industrie minerarie e siderurgiche, oltre a toccare il settore delle ferrovie, che si estesero dall'Est fino a Chicago e Saint Louis, con la richiesta di migliori condizioni di lavoro, di salari più alti e della riduzione della giornata lavorativa. Contro i manifestanti allora Hayes permise, per la prima volta nella storia degli Stati Uniti, l'impiego dell'esercito contro gli operai per reprimere gli scioperi.
Nel corso della sua presidenza, comunque, il paese conobbe un notevole sviluppo tecnologico e industriale, in grado di far uscire la Nazione dalla depressione economica scoppiata durante l'amministrazione di Grant. Altri aspetti positivi della sua presidenza furono l'opera di moralizzazione della pubblica amministrazione, non esitando a colpire il suo stesso partito, dentro il quale si procurò acerrimi nemici.

### Ultimi anni
Scaduto il mandato, Hayes decise di non ripresentarsi alle elezioni del novembre del 1880, lasciando la candidatura ufficiale del partito a James Abraham Garfield, che vinse le elezioni e il 4 marzo 1881 divenne il 20º Presidente degli Stati Uniti d'America. In seguito Hayes si ritirò a vita privata a Fremont, nel nativo Ohio, dedicandosi ad opere filantropiche. Morì il 17 gennaio 1893, a 70 anni; venne infine sepolto presso lo State Memorial di Fremont.